# Апнерка
Апне́рка (чув. Упнер) — река в России, протекает по Вурнарскому району Чувашской Республики. Левый приток реки Малый Цивиль.

## География
Река Апнерка берёт начало у деревни Апнеры. Течёт на юго-восток вдоль населённых пунктов Апне́ры, Старые Яхакасы, Вурнары и западнее деревни Сявалкас-Хирпоси впадает в Малый Цивиль. Устье реки находится в 104 км по левому берегу реки Малый Цивиль. Длина реки составляет 14 км, площадь водосборного бассейна — 42,8 км².

### Притоки
Имеет два притока.

## Данные водного реестра
По данным государственного водного реестра России относится к Верхневолжскому бассейновому округу, водохозяйственный участок реки — Цивиль от истока и до устья, речной подбассейн реки — Волга от впадения Оки до Куйбышевского водохранилища (без бассейна Суры). Речной бассейн реки — (Верхняя) Волга до Куйбышевского водохранилища (без бассейна Оки).
Код объекта в государственном водном реестре — 08010400412112100000322.